# Bert Irwin
Albert Keith "Bert" Irwin (* 1. Oktober 1917 in Princeton; † 22. Januar 2006 in Vancouver) war ein kanadischer Skirennläufer. 

## Karriere
Irwin begann mit dem Skisport im Alter von neun Jahren gemeinsam mit seinem drei Jahre jüngeren Bruder Bill auf Initiative ihres Vaters, der Vorsitzender des Amber Ski Club war. Während des Zweiten Weltkriegs war Irwin als Navigator bei der Royal Canadian Air Force, wobei er mit dem Distinguished Flying Cross ausgezeichnet wurde.
Irwin nahm an den Olympischen Winterspielen 1948 in St. Moritz teil. Dort war sein bestes Ergebnis der 37. Rang im Slalomrennen.

## Privates
Sein Bruder Bill und sein Neffe Dave Irwin waren ebenfalls als Skirennläufer aktiv. Sein Bruder darüber hinaus auch noch als Skispringer, Skilangläufer und Nordischer Kombinierer. 

## Erfolge

### Olympische Winterspiele
- St. Moritz 1948: 37. Slalom, 49. Kombination, 56. Abfahrt

### Weltmeisterschaften
- St. Moritz 1948: 37. Slalom, 49. Kombination, 56. Abfahrt